# توهم‌زاها (ترانه)
«توهم‌زاها» (انگلیسی: Hallucinogenics) ترانه‌ای از خواننده-ترانه‌سرای آمریکایی مت میسون است. ریمیکس رسمی ترانه با حضور خواننده-ترانه‌سرای آمریکایی لانا دل ری در ۲۵ سپتامبر ۲۰۲۰ منتشر شد. این ترانه در نخستین آلبوم میسون با عنوان بنک در مراسم ترحیم (۲۰۱۹) قرار گرفته‌است.